# L'Araignée de satin
Pour plus de détails, voir Fiche technique et Distribution.
L'Araignée de satin est un film français de Jacques Baratier sorti en 1986.

## Fiche technique
- Titre : L'Araignée de satin
- Réalisation : Jacques Baratier
- Scénario et dialogues : Jacques Baratier, d'après la pièce de Pierre Palau Les Détraqués (adaptation : Catherine Breillat)
- Photographie : Roger Fellous
- Son : Jean-Philippe Le Roux
- Musique : Bruno Gillet
- Montage : Marie-Ange Baratier
- Société de production : Baraka Productions
- Pays de production :  France
- Langue : français
- Format : 35 mm — Couleur
- Durée : 85 minutes (1 h 25)
- Date de sortie :
  - France : 26 mars 1986
- Classification :
  - France : interdit aux moins de 12 ans[1]

## Distribution
- Ingrid Caven : Mme de Challens
- Catherine Jourdan : Solange
- Alexandra Scicluna : Lucienne
- Michel Albertini : l'inspecteur Levron
- Daniel Mesguich : l'abbé Pioch
- Roland Topor : le médecin
- Michèle Guigon : Marguerite
- Fanny Bastien : Rose
- Jacques Baratier : Arthème
- Jean-Paul Schintu : l'inspecteur Garin